# L'Amour violé
L'Amour violé is een Franse film van Yannick Bellon die werd uitgebracht in 1978.
Dit verkrachtingsdrama was Bellons enige commercieel succes en was in Frankrijk in 1978 een van de tien populairste Franse films.

## Verhaal
Nicole is een jonge verpleegster die woont en werkt in Grenoble. Haar verloofde Jacques vervult zijn legerdienst. Op een avond keert ze na een etentje bij Catherine en Julien, haar beste vrienden, met haar fiets terug naar huis. Ze wordt door een bestelwagen van de baan gereden. Ze valt in de berm en vier jongemannen komen uit de auto. Ze randen haar aan en ze wordt door hen verkracht. Ze houdt er een lichamelijk en geestelijk trauma aan over. Ze vreest dat ze er nooit meer overheen zal komen. Ze kan met haar verhaal enkel bij Catherine terecht. Schoorvoetend vertelt ze pas veel later wat er haar overkomen is aan Jacques en aan haar moeder. 
Op een dag herkent ze bij een van haar huisbezoeken een van haar verkrachters op foto. Die blijkt een banale automonteur en een doodgewone huisvader te zijn. Catherine overtuigt Nicole ervan eindelijk klacht in te dienen bij het gerecht. Jacques, die al heel boos had gereageerd omdat Nicole toen alleen op straat fietste, is gekant tegen een aangifte. Ondanks de innige band die ze tot voor kort hadden, wordt ze al gauw geconfronteerd met zijn weinig begripvolle houding.  
Ook de onverschilligheid van de gerechtelijke instanties verhindert Nicole haar traumatische ervaring te verwerken.

## Rolverdeling
| Acteur           | Personage                               |
| ---------------- | --------------------------------------- |
| Nathalie Nell    | Nicole                                  |
| Alain Fourès     | Jacques, de verloofde van Nicole        |
| Michèle Simonnet | Catherine, de beste vriendin van Nicole |
| Pierre Arditi    | Julien, de man van Catherine            |
| Daniel Auteuil   | Daniel, een van de daders               |
| Bernard Granger  | Patrick, een van de daders              |
| Alain Marcel     | Jean-Louis, een van de daders           |
| Marco Perrin     | de vader van Jean-Louis                 |
| Marianne Épin    | de vrouw van Patrick                    |
| Gilles Tamiz     | René, een van de daders                 |
| Tatiana Moukhine | de moeder van Nicole                    |
| Lucienne Hamon   | de rechter                              |
| Andrée Damant    | de moeder van Jean-Louis                |